# OK Vojvodina Nowy Sad
OK NIS Wojwodina – serbski męski klub siatkarski z Nowego Sadu założony w 1946 roku.

## Nazwy drużyny
- Vojvodina Nowy Sad
- do 2007 – Vojvodina Novolin Nowy Sad
- 2007–2011 – NIS Vojvodina Nowy Sad
- od 2011 – Vojvodina NS seme Nowy Sad

## Sukcesy
Puchar Jugosławii:
- 1. miejsce (2x): 1977, 1987

 Mistrzostwa Jugosławii:
- 1. miejsce (2x): 1988, 1989
- 2. miejsce (5x): 1981, 1983, 1986, 1987, 1991
- 3. miejsce (2x): 1982, 1984

 Puchar Europy Zdobywców Pucharów:
- 3. miejsce (1x): 1983

 Puchar Serbii i Czarnogóry:
- 1. miejsce (8x): 1992, 1994, 1995, 1996, 1998, 2003, 2004, 2005

 Mistrzostwa Serbii i Czarnogóry:
- 1. miejsce (10x): 1992, 1993, 1994, 1995, 1996, 1997, 1998, 1999, 2000, 2004
- 2. miejsce (2x): 2005, 2006

 Superpuchar Serbii i Czarnogóry:
- 1. miejsce (1x): 1993

 Liga Mistrzów:
- 3. miejsce (1x): 1996

 Puchar Serbii:
- 1. miejsce (6x): 2007, 2010, 2012, 2015, 2020, 2024[1]

 Mistrzostwa Serbii:
- 1. miejsce (7x): 2007, 2017, 2018, 2019, 2020, 2021, 2022[2]
- 2. miejsce (7x): 2009, 2011, 2012, 2014, 2016, 2023[3], 2025[4]
- 3. miejsce (2x): 2008, 2015

 Puchar BVA:
- 3. miejsce (1x): 2013

 Puchar Challenge:
- 1. miejsce (1x): 2015

 Superpuchar Serbii:
- 1. miejsce (5x): 2015, 2019, 2020, 2021, 2023[5]

## Europejskie puchary
| Sezon     | Europejskie puchary                     | Moment odpadnięcia     |
| --------- | --------------------------------------- | ---------------------- |
| 1988/1989 | Puchar Europy Mistrzów Klubowych        | faza grupowa           |
| 1989/1990 | Puchar Europy Mistrzów Klubowych        | faza grupowa           |
| 1990/1991 | Puchar CEV                              | faza kwalifikacyjna    |
| 1991/1992 | Puchar Europy Zdobywców Pucharów        | 1/8 finału             |
| 1995/1996 | Puchar Europy Mistrzów Klubowych        | 3. miejsce             |
| 1996/1997 | Puchar Europy Mistrzów Klubowych        | faza grupowa           |
| 2011/2012 | Puchar Challenge                        | II runda               |
| 2012/2013 | Puchar CEV Puchar Challenge             | 1/16 finału 1/8 finału |
| 2014/2015 | Puchar CEV Puchar Challenge             | 1/16 finału 1. miejsce |
| 2016/2017 | Puchar CEV                              | 1/8 finału             |
| 2017/2018 | Liga Mistrzów – kwalifikacje Puchar CEV | II runda 1/8 finału    |
| 2018/2019 | Liga Mistrzów – kwalifikacje Puchar CEV | III runda 1/16 finału  |
| 2019/2020 | Liga Mistrzów                           | faza grupowa           |
| 2020/2021 | Liga Mistrzów – kwalifikacje Puchar CEV | 1. runda 1/8 finału    |
| 2021/2022 | Liga Mistrzów                           | faza grupowa           |
| 2022/2023 | Liga Mistrzów                           | faza grupowa           |
| 2023/2024 | Puchar CEV                              | 1/16 finału            |
| 2024/2025 | Puchar CEV                              | 1/16 finału            |

## Kadra w sezonie 2022/2023[6]
- Pierwszy trener: Slobodan Boškan

| Nr | Imię i nazwisko     | Data ur. | Wzrost | Pozycja      |
| -- | ------------------- | -------- | ------ | ------------ |
| 1  | Stevan Simić        | 1996     | 205    | środkowy     |
| 2  | Matija Milanović    | 2005     | 196    | rozgrywający |
| 4  | Lazar Bajandić      | 1999     | 196    | przyjmujący  |
| 6  | Milan Zečević       | 1999     | 202    | atakujący    |
| 7  | Stefan Negić        | 2000     | 181    | libero       |
| 8  | Andrej Rudić        | 1999     | 202    | środkowy     |
| 11 | Žarko Ubiparip      | 1999     | 194    | przyjmujący  |
| 12 | Uroš Mišković       | 2002     | 186    | libero       |
| 14 | Nemanja Antunović   | 2004     | 203    | środkowy     |
| 15 | Andrija Vilimanović | 1995     | 194    | rozgrywający |
| 16 | Jovan Perović       | 2003     | 199    | przyjmujący  |
| 17 | Maksim Buculjević   | 1991     | 191    | rozgrywający |
| 19 | Radosław Parapunow  | 1997     | 205    | atakujący    |
| 21 | Petar Krsmanović    | 1990     | 206    | środkowy     |
| 24 | David Mehić         | 1997     | 196    | przyjmujący  |

## Reprezentanci Serbii grający w klubie
1. Vladimir Batez
2. Dejan Bojović
3. Slobodan Boškan
4. Konstantin Čupković
5. Dragan Čučković
6. Radovan Dabić
7. Branislav Dobrodolski
8. Đorđe Đurić
9. Jovan Đurić
10. Slobodan Galešev
11. Andrija Gerić
12. Nikola Grbić
13. Vladimir Grbić
14. Velibor Ivanović
15. Bojan Janić
16. Ivan Knežević
17. Slobodan Kovač
18. Strahinja Kozić
19. Ekrem Lagumdžija
20. Goran Marić
21. Đula Mešter
22. Vasa Mijić
23. Vladimir Mladenović
24. Dragan Nišić
25. Zoran Olajić
26. Branimir Perić
27. Veljko Petković
28. Žarko Petrović
29. Marko Podraščanin
30. Mihal Potran
31. Uroš Ribarić
32. Dragan Ristić
33. Branko Roljić
34. Nikola Salatić
35. Marko Samardžić
36. Petar Stanić
37. Novak Stanković
38. Edin Škorić
39. Branislav Terzin
40. Dragan Vermezović
41. Dušan Višekruna
42. Stevan Vujasinović
43. Igor Vušurović
44. Marko Zlatić